# Lepturus repens
Lepturus repens är en gräsart som först beskrevs av Johann Reinhold Forster, och fick sitt nu gällande namn av Robert Brown. Lepturus repens ingår i släktet Lepturus och familjen gräs. Utöver nominatformen finns också underarten L. r. stoddartii.

## Bildgalleri

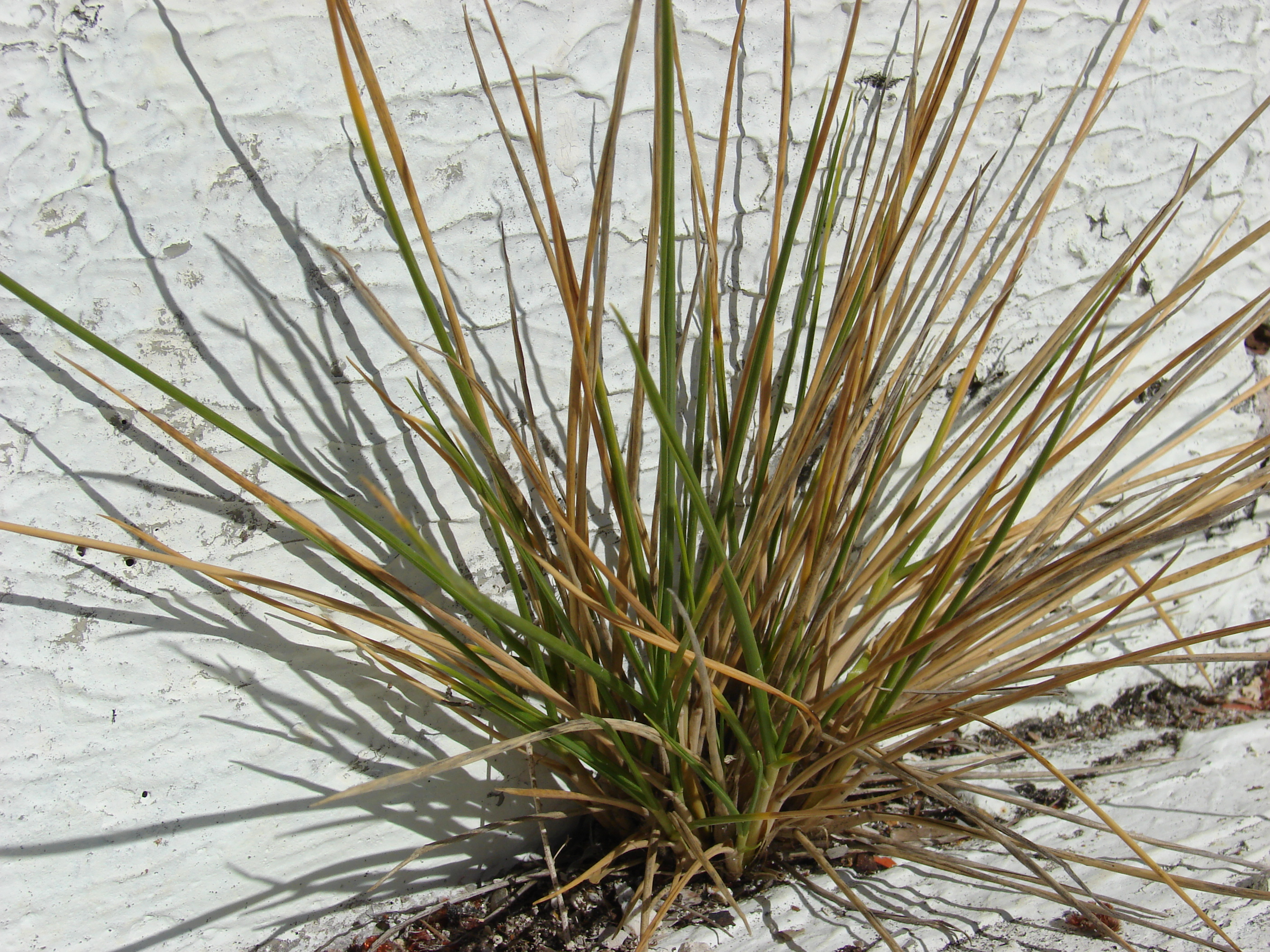
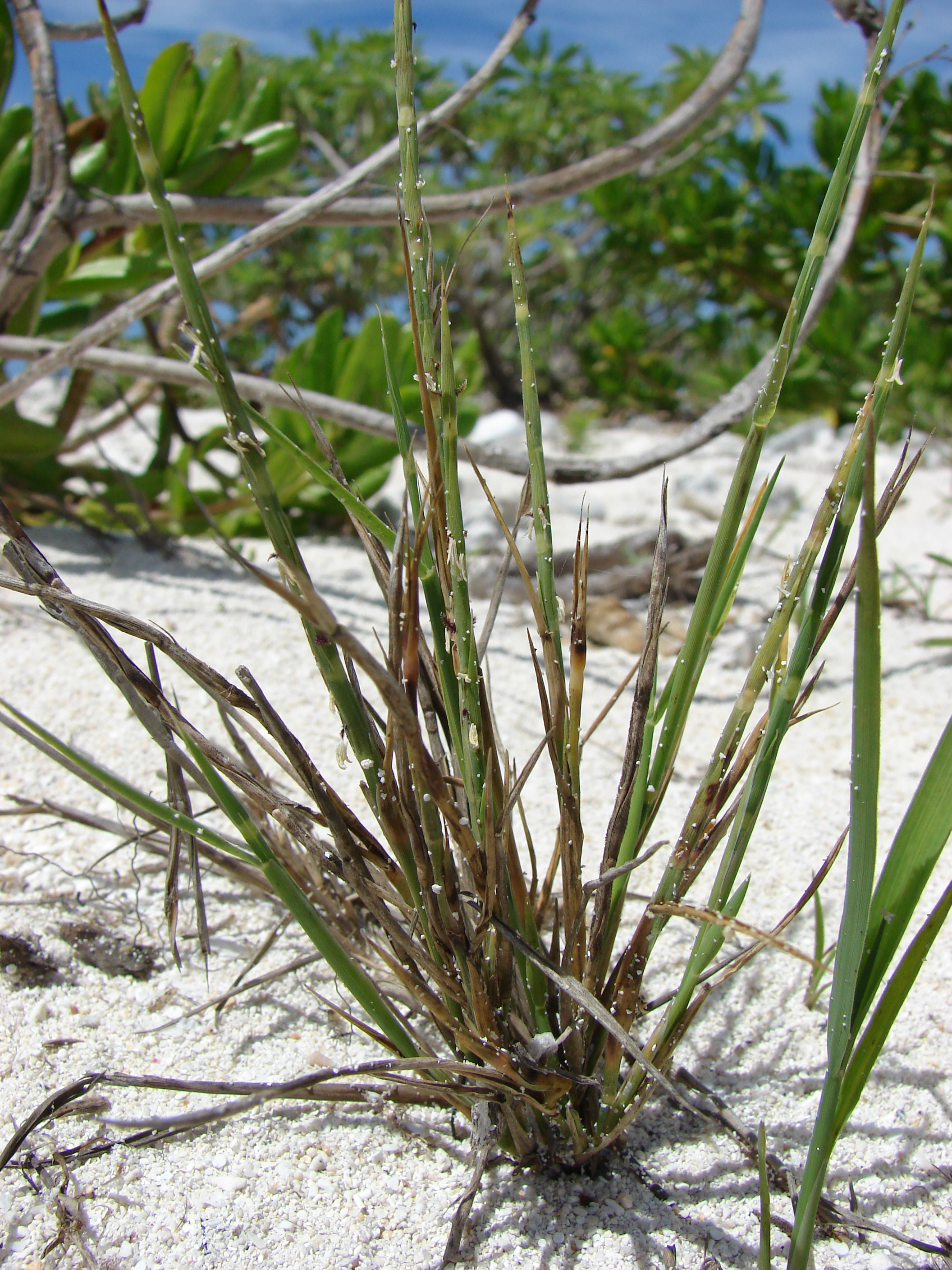
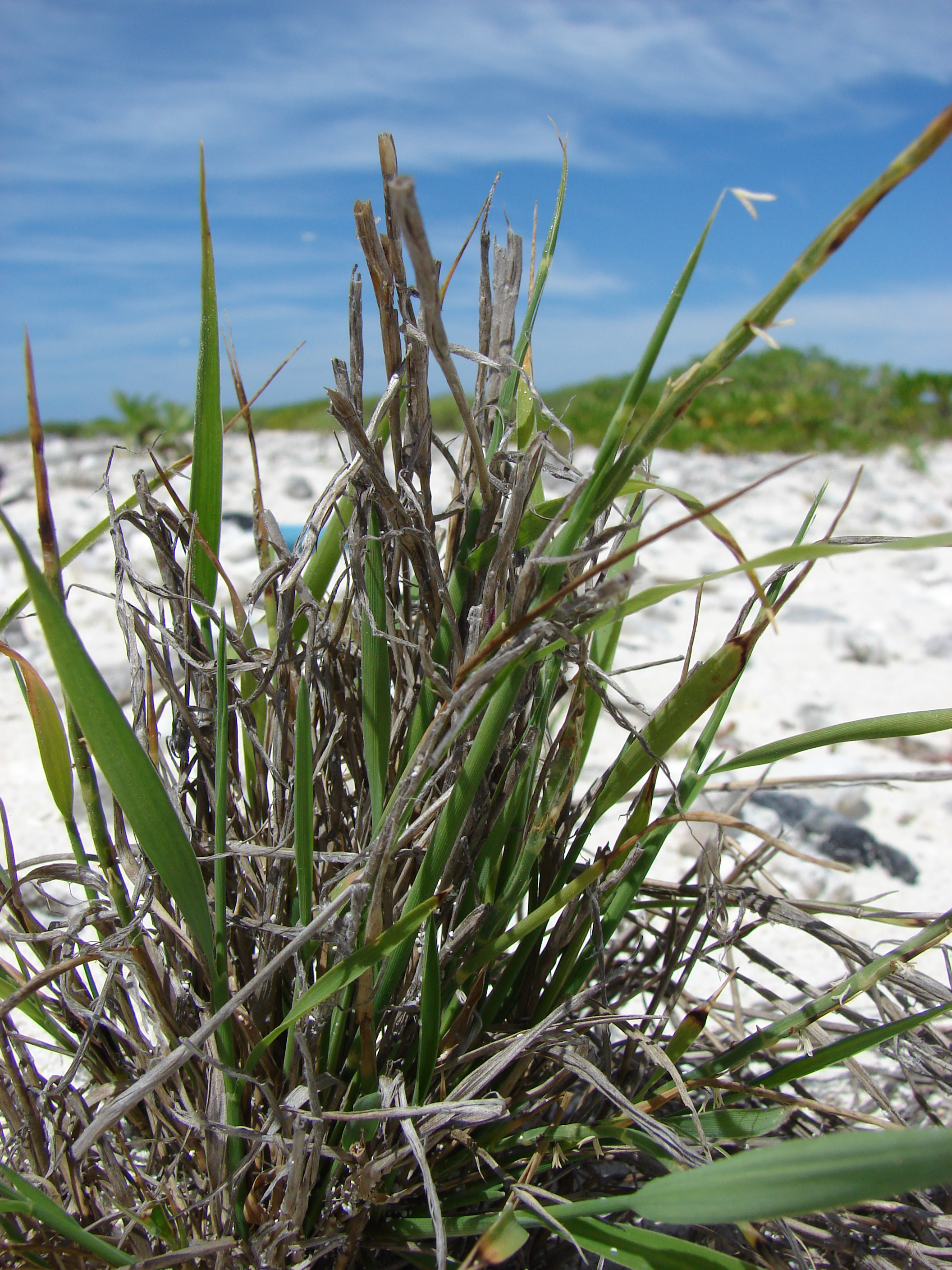
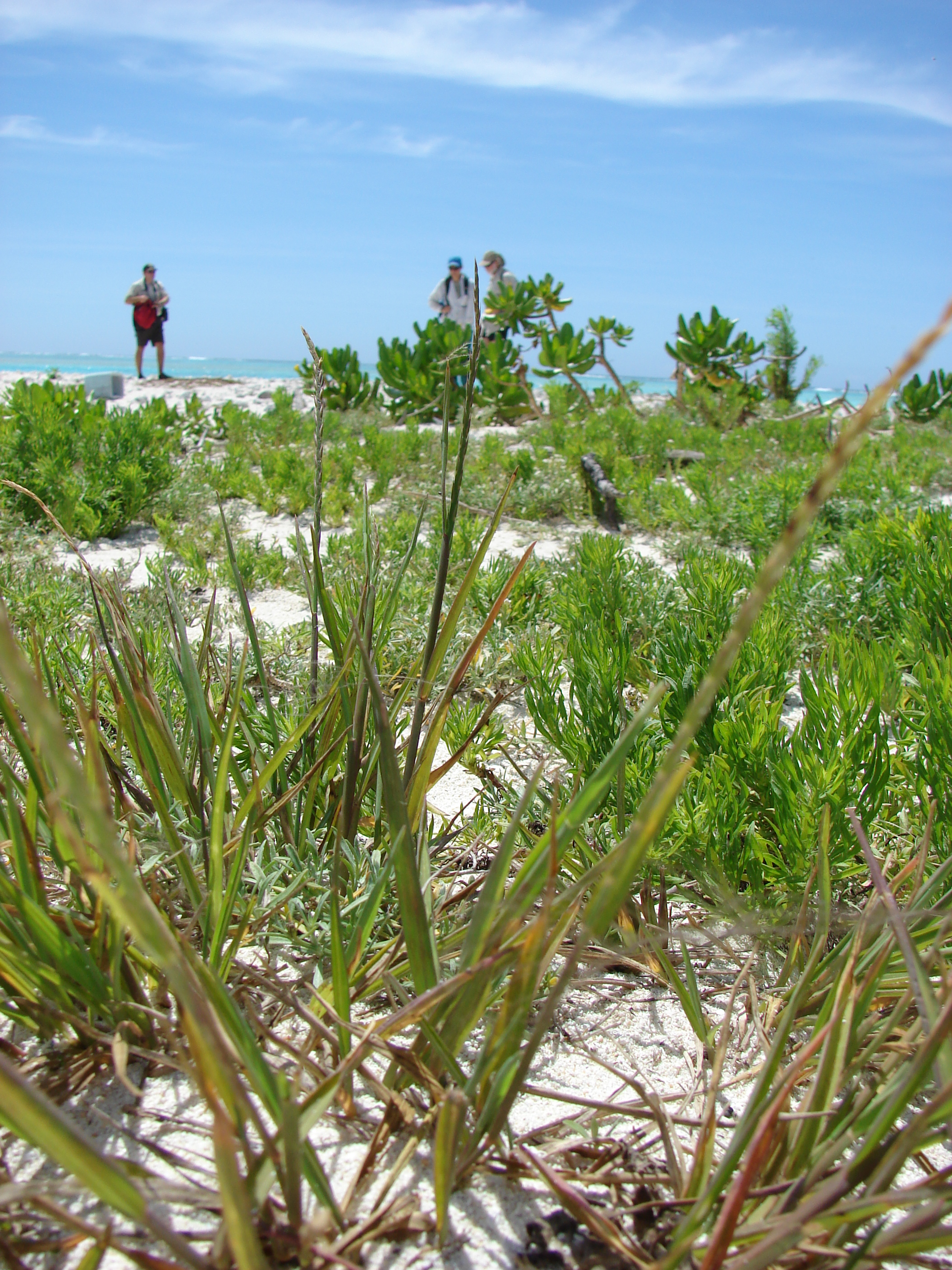